# Kyberon
Kyberon je česká industriální metalová skupina, která vznikla v roce 1999 původně pod názvem Maxmilián Dráp. V roce 2001 skupina podepsala smlouvu s vydavatelstvím BMG Ariola již pod nynějším názvem Kyberon. V témže roce skupina vydala album 2-0-0-1, které doprovodil videoklip s názvem V atomový peci. Skupina zaujala svou netradiční image a svými výhradně českými texty podpořené hutným zvukem kytary a kláves. V roce 2002 skupina postupně ukončila svou činnost, ale v roce 2017 došlo k jejímu obnovení v nové sestavě a prací na novém albu s názvem 2-0-1-7. Zároveň vyšlo jejich první album 2-0-0-1 v digitální podobě 26.4.2021 u vydavatelství NuArt Music.

## Členové
- Orgatron 2017
- Psycho 2017
- Sato 2017
- MrSchi 1999 -2002
- Análmistr 1999 -2002

## Diskografie
- Krematorium (srpen 1999, demo)
- Demo (červenec 2000, promodemo)
- 2-0-0-1 (2001, BMG Ariola)